# 싱글 레벨 셀
싱글 레벨 셀(Single-Level Cell, 약어 SLC)이란 싱글 레벨(Single Level)을 활용하여 한 셀 당 1 비트의 정보를 저장하는 기술이다. 멀티 레벨 셀 기술과 대조된다.

## 장점
데이터를 읽거나 쓰는 속도가 상대적으로 빠르다.
읽는 속도에서는 MLC(멀티 레벨 셀)보다 30%, 쓰기 속도에서는 75% 정도 빠르다.

## 단점
TLC, MLC 기술을 적용한 메모리보다 상대적으로 가격이 비싸 일반 가정용으로는 잘 사용되지 않는 편이다.